# Ионно-лучевая литография
Ио́нно-лучева́я литогра́фия (англ. ion beam lithography) — технология изготовления электронных микросхем, использующая литографический процесс с экспонированием (облучением) резиста ионными пучками нанометрового сечения.

## Описание
В ионно-лучевой литографии для экспонирования полимерных резистов обычно используют легкие ионы — протоны, ионы гелия. Использование более тяжелых ионов позволяет легировать подложку или создавать на ней тонкие слои новых химических соединений. Различия между электронной и ионной литографией обусловлены большей массой иона по сравнению с массой электрона и тем, что ион является многоэлектронной системой. Тонкий пучок ионов имеет более слабое угловое рассеяние в мишени, чем пучок электронов, поэтому ионно-лучевая литография обладает более высоким разрешением, чем электронно-лучевая. Потери энергии ионного пучка в полимерных резистах примерно в 100 раз выше, чем потери энергии электронного пучка, поэтому чувствительность резистов к ионному пучку тоже выше. Это означает, что экспонирование резиста тонким ионным пучком происходит быстрее, чем электронным лучом. Образование ионным пучком дефектов типа френкелевских пар «вакансия — межузельный атом» меняет скорость растворимости диэлектриков и металлов в некоторых растворителях примерно в пять раз. Это позволяет отказаться от полимерного резиста, так как слои материалов сами ведут себя как неорганические резисты. Ионно-лучевые системы литографии обеспечивают разрешение около 10 нм.